# XIVe concile de Tolède

Le quatorzième concile de Tolède s'est tenu à Tolède, dans le royaume Wisigothique, actuelle Espagne, en 684, sous le règne du roi Ervige en réponse à une lettre du pape Léon II.

## Participants
À cause du mauvais temps et de la proximité du précédent concile seuls les évêques de l'Espagne wisigothique, un évêque de Septimanie, un de Tarraconnaise et un de Galice sont présents.

## Déroulement
Le concile démarre le 14 novembre 684 et se clôture le 20 novembre de la même année.

## Canons
Ce concile est une conséquence d'une lettre envoyée par le pape Léon II, enjoignant au roi et au métropolitain d'approuver les décisions œcuméniques prises au troisième concile de Constantinople, compté comme sixième concile œcuménique, contre le monothélisme. Un synode organisé dans l'Espagne wisigothique n'était pas suffisant et le roi Ervige appela un concile plus général, exactement un an après la fin du XIIIe concile, le 13 novembre 683.
Le concile approuve rapidement les décisions du troisième concile de Constantinople et envoient un avis au pape. Les évêques délégués rapporteront ces décisions lors de synodes provinciaux pour qu'elles soient également approuvées.